# Enki Catena
Enki Catena (Enki do principal deus da água assírio-babilônico do Apsu, e catena do latim que significa "corrente") é uma cadeia de crateras em Ganimedes medindo 161,3 quilômetros de comprimento.

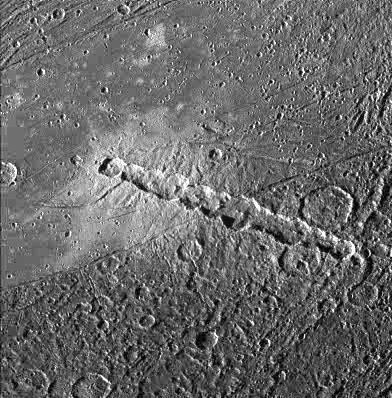
Imagem feita pela sonda Galileu da NASA em 1997.

Esta cadeia de 13 crateras foi provavelmente formada por um cometa que foi despedaçado pela gravidade de Júpiter ao passar muito perto do planeta. Logo após essa fragmentação, os 13 fragmentos colidiram com Ganimedes em rápida sucessão. As crateras Enki formaram-se ao longo da fronteira nítida entre áreas de terreno claro e terreno escuro, delimitadas por uma calha fina que atravessa diagonalmente o centro desta imagem. O depósito de material ejetado ao redor das crateras parece muito brilhante no terreno brilhante. Embora todas as crateras tenham se formado quase simultaneamente, é difícil discernir qualquer depósito de material ejetado no terreno escuro. Isso pode ser porque os impactos escavaram e misturaram material escuro no material ejetado e a mistura resultante não é aparente contra o fundo escuro.
Fica localizado a 38,8°N, 13,6° W.
1. ↑  «PIA01610: Anatomy of a Torn Comet». Photojournal. JPL. Consultado em 4 de fevereiro de 2022